# Straße des 17. Juni

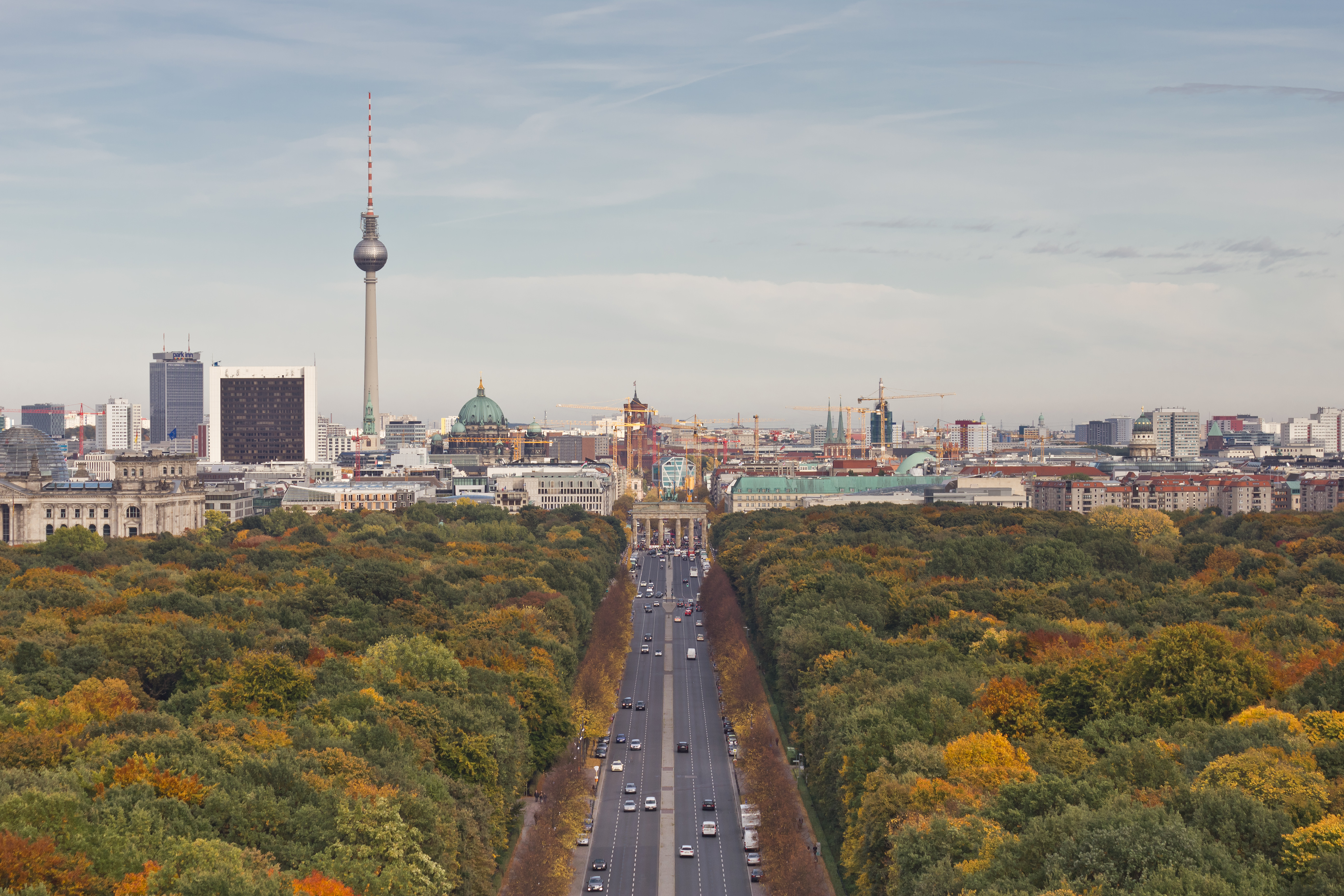
Vista aèria del carrer, en direcció cap a Unter den Linden

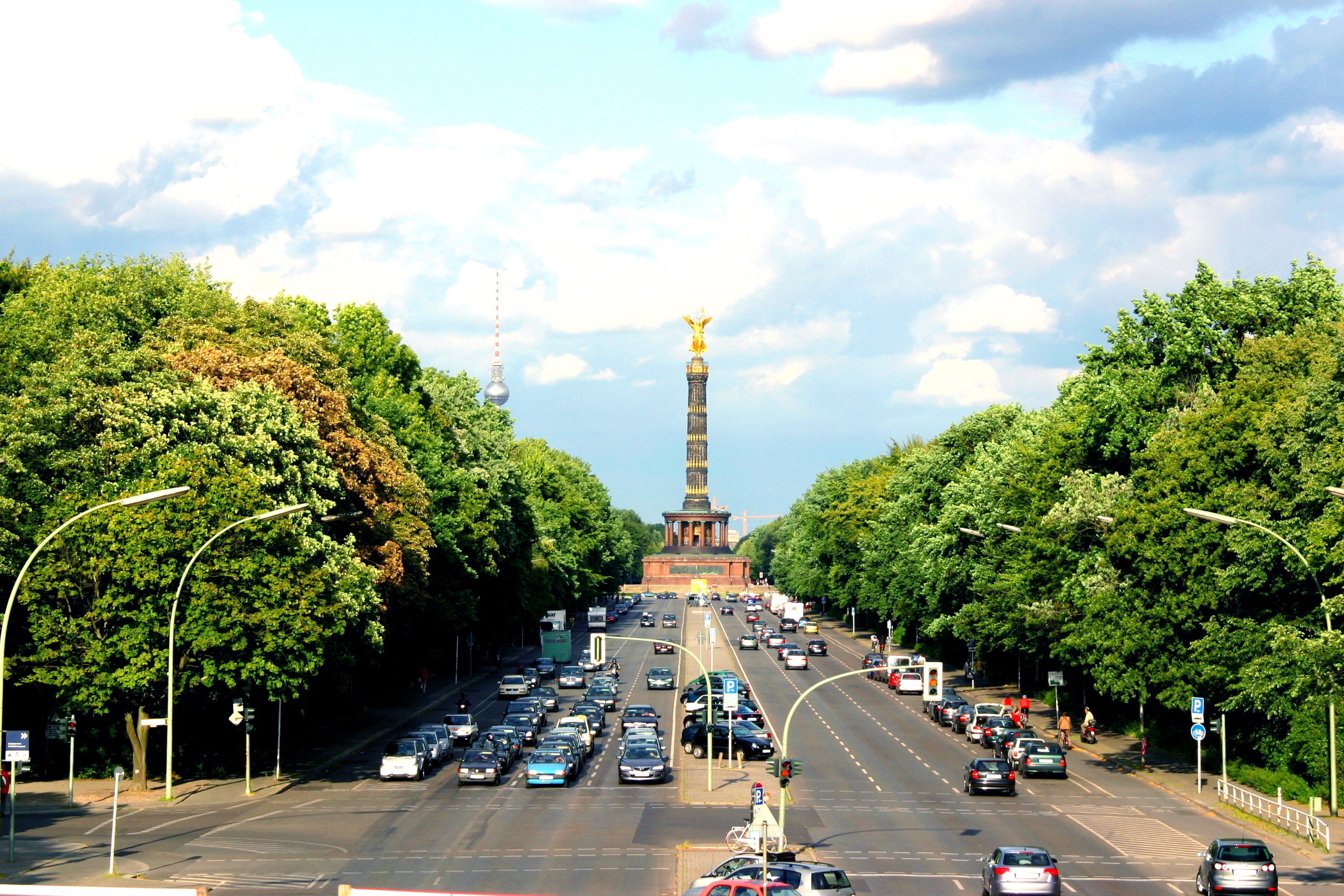
Vista des de la Porta de Brandenburg cap a la Columna de la Victòria

La Straße des 17. Juni (Carrer del 17 de Juny) és un carrer del centre de Berlín, la capital d'Alemanya. Transcorre al llarg del centre Tiergarten d'est a oest, com a continuació a l'oest d'Unter den Linden.
En l'extrem est està la Porta de Brandenburg i el començament d'Unter den Linden, i a l'oest està la Ernst-Reuter-Platz a Charlottenburg. A mig camí en aquest carrer està la Columna de la Victòria. El Monument al Soldat Soviètic, construït en 1945, és l'única major estructura en el curs del carrer entre la porta de Brandenburg i la Columna de la Victòria.
Fins a la Segona Guerra Mundial el carrer s'anomenava Charlottenburger Chaussee perquè va de la ciutat a Charlottenburg. Va ser fet sobre un antic camí en 1799 i a causa del creixement ràpid de Berlín en el segle xix es va fer major pels carrers entrants a ella des dels suburbis. Durant l'Alemanya Nazi va formar part de l'Ost-West Achse (Eix Est-Oest), una triomfal avinguda alineada amb banderes del partit nazi. L'avinguda formava part d'un dels projectes de Welthauptstadt Germania, que va crear un gran eix urbà entre l'oest i l'est de la ciutat, que incloïa l'ampliació de la Straße des 17. Juni i posar la Columna de la Victòria al centre, lluny del Reichstag, on era el seu lloc original.
En les últimes setmanes de la Segona Guerra Mundial, durant la batalla de Berlín quan els aeroports de la ciutat no eren utilitzables, el carrer va ser utilitzat per a l'arribada d'avions. En 1953 el carrer va ser reanomenat a Straße des 17. Juni en commemoració de l'alçament dels berlinesos de l'est el 17 de juny de 1953. Avui el carrer és un popular centre de recreació i serveix de punt de començament per a la Marató de Berlín.